# Lupinus mucronulatus
Lupinus mucronulatus là một loài thực vật có hoa trong họ Đậu. Loài này được Howell miêu tả khoa học đầu tiên.